# Meistriliiga 2009
Die Meistriliiga 2009 war die 19. Spielzeit der höchsten estnischen Fußball-Spielklasse der Herren. Die Saison begann am 7. März und endete am 10. November 2009 mit dem 36. Spieltag. Titelverteidiger war FC Levadia Tallinn.

## Saison
Meister wurde zum vierten Mal in Folge und zum insgesamt siebten Mal Levadia Tallinn.
Als estnischer Meister scheiterte Levadia in der folgenden Champions-League-Saison 2010/11 wie im Jahr zuvor an Debreceni VSC.
Paide Linnameeskond ging am Ende der Spielzeit in die Relegation und sicherte sich in zwei Spielen gegen FC Valga Warrior den Klassenerhalt. JK Tallinna Kalev stieg direkt in die Esiliiga ab.

## Teams
| Verein              | Stadt         | Stadion                  | Kapazität |
| ------------------- | ------------- | ------------------------ | --------- |
| JK Tallinna Kalev   | Tallinn       | Kalevi Keskstaadion      | 12.0000   |
| FC Flora Tallinn    | Tallinn       | A. Le Coq Arena          | 9.692     |
| FC Levadia Tallinn  | Tallinn       | Kadrioru staadion        | 5.000     |
| JK Trans Narva      | Narva         | Kreenholmi staadion      | 2.000     |
| Tulevik Viljandi    | Viljandi      | Viljandi Linnastaadion   | 2.000     |
| JK Tammeka Tartu    | Tartu         | Tamme staadion           | 1.600     |
| FC Kuressaare       | Kuressaare    | Kuressaare linnastaadion | 1.600     |
| JK Kalev Sillamäe   | Sillamäe      | Sillamäe Kalevi staadion | 0800      |
| JK Nõmme Kalju      | Tallinn-Nõmme | Hiiu staadion            | 0500      |
| Paide Linnameeskond | Paide         | Paide linnastaadion      | 0400      |

## Abschlusstabelle
| Pl. | Verein                  | Sp. | S  | U | N  | Tore    | Diff. | Punkte |
| --- | ----------------------- | --- | -- | - | -- | ------- | ----- | ------ |
| 1.  | FC Levadia Tallinn (M)  | 36  | 31 | 4 | 1  | 121:230 | +98   | 97     |
| 2.  | JK Kalev Sillamäe       | 36  | 24 | 4 | 8  | 085:400 | +45   | 76     |
| 3.  | JK Trans Narva          | 36  | 23 | 7 | 6  | 082:290 | +53   | 76     |
| 4.  | FC Flora Tallinn (P)    | 36  | 22 | 6 | 8  | 079:310 | +48   | 72     |
| 5.  | JK Nõmme Kalju          | 36  | 15 | 9 | 12 | 065:470 | +18   | 54     |
| 6.  | Tulevik Viljandi        | 36  | 15 | 6 | 15 | 055:490 | +6    | 51     |
| 7.  | JK Tammeka Tartu        | 36  | 7  | 3 | 26 | 029:860 | −57   | 24     |
| 8.  | FC Kuressaare (N)       | 36  | 7  | 3 | 26 | 021:990 | −78   | 24     |
| 9.  | Paide Linnameeskond (N) | 36  | 6  | 4 | 26 | 021:970 | −76   | 22     |
| 10. | JK Tallinna Kalev       | 36  | 4  | 4 | 28 | 032:890 | −57   | 16     |

Platzierungskriterien: 1. Punkte – 2. Annullierungen – 3. Siege – 4. Direkter Vergleich (Punkte, Tordifferenz, geschossene Tore) – 5. Tordifferenz – 6. geschossene Tore
| (M) | amtierender Meister     |
| (P) | amtierender Pokalsieger |
| (N) | Neuaufsteiger           |

## Kreuztabelle
Die Kreuztabelle stellt die Ergebnisse aller Spiele dieser Saison dar. Die Heimmannschaft ist in der linken Spalte, die Gastmannschaft in der oberen Zeile aufgelistet. Die Teams spielten jeweils viermal – zwei Heim- und zwei Auswärtsspiele – gegeneinander, sodass insgesamt 36 Spiele zu absolvieren waren.
| Spieltage 1–18      | FC Levadia Tallinn | JK Kalev Sillamäe | JK Trans Narva | FC Flora Tallinn | FC Nõmme Kalju | JK Tulevik Viljandi | JK Tammeka Tartu | FC Kuressaare | Paide Linnameeskond | JK Tallinna Kalev |
| ------------------- | ------------------ | ----------------- | -------------- | ---------------- | -------------- | ------------------- | ---------------- | ------------- | ------------------- | ----------------- |
| FC Levadia Tallinn  |                    | 3:1               | 2:0            | 3:2              | 3:1            | 5:0                 | 8:0              | 3:0           | 2:0                 | 4:1               |
| JK Kalev Sillamäe   | 1:1                |                   | 2:1            | 3:2              | 2:0            | 1:0                 | 5:0              | 0:1           | 6:0                 | 2:0               |
| JK Trans Narva      | 0:3                | 1:2               |                | 1:2              | 3:0            | 1:1                 | 3:1              | 2:0           | 3:0                 | 3:1               |
| FC Flora Tallinn    | 1:3                | 4:1               | 1:1            |                  | 0:0            | 1:0                 | 2:1              | 3:0           | 4:0                 | 1:0               |
| FC Nõmme Kalju      | 1:2                | 1:3               | 1:2            | 0:1              |                | 1:1                 | 4:0              | 6:1           | 3:0                 | 2:1               |
| JK Tulevik Viljandi | 0:7                | 1:3               | 1:2            | 1:1              | 0:2            |                     | 3:0              | 3:0           | 1:0                 | 2:1               |
| JK Tammeka Tartu    | 0:2                | 0:8               | 1:4            | 0:4              | 1:2            | 1:1                 |                  | 2:0           | 0:2                 | 0:3               |
| FC Kuressaare       | 1:7                | 0:1               | 0:5            | 1:0              | 1:2            | 0:3                 | 0:0              |               | 1:0                 | 0:1               |
| Paide Linnameeskond | 0:3                | 0:2               | 0:5            | 0:6              | 0:3            | 0:1                 | 3:1              | 0:0           |                     | 1:0               |
| JK Tallinna Kalev   | 2:2                | 1:1               | 2:4            | 0:2              | 1:2            | 0:1                 | 0:4              | 1:1           | 0:0                 |                   |

| Spieltage 19–36     | FC Levadia Tallinn | JK Kalev Sillamäe | JK Trans Narva | FC Flora Tallinn | FC Nõmme Kalju | JK Tulevik Viljandi | JK Tammeka Tartu | FC Kuressaare | Paide Linnameeskond | JK Tallinna Kalev |
| ------------------- | ------------------ | ----------------- | -------------- | ---------------- | -------------- | ------------------- | ---------------- | ------------- | ------------------- | ----------------- |
| FC Levadia Tallinn  |                    | 6:1               | 1:1            | 1:0              | 5:0            | 3:0                 | 6:1              | 8:0           | 4:2                 | 5:1               |
| JK Kalev Sillamäe   | 0:1                |                   | 0:2            | 1:3              | 1:1            | 3:1                 | 3:0              | 5:1           | 3:0                 | 7:0               |
| JK Trans Narva      | 2:1                | 0:1               |                | 0:0              | 0:0            | 3:1                 | 2:0              | 10:0          | 4:1                 | 1:0               |
| FC Flora Tallinn    | 1:3                | 4:0               | 1:2            |                  | 2:2            | 4:1                 | 2:1              | 3:0           | 0:0                 | 4:1               |
| FC Nõmme Kalju      | 1:3                | 1:1               | 2:2            | 3:2              |                | 1:1                 | 1:1              | 1:0           | 10:0                | 3:4               |
| JK Tulevik Viljandi | 0:0                | 1:3               | 0:1            | 0:1              | 3:2            |                     | 0:1              | 6:0           | 4:0                 | 4:1               |
| JK Tammeka Tartu    | 0:2                | 1:2               | 0:1            | 0:4              | 0:1            | 0:3                 |                  | 1:2           | 1:0                 | 1:0               |
| FC Kuressaare       | 1:3                | 0:3               | 0:7            | 0:3              | 0:0 1          | 0:4                 | 0:2              |               | 4:1                 | 2:0               |
| Paide Linnameeskond | 1:5                | 0:1               | 1:1            | 0:6              | 0:3            | 0:4                 | 2:1              | 2:0           |                     | 3:2               |
| JK Tallinna Kalev   | 0:1                | 2:6               | 0:2            | 1:2              | 0:2            | 0:2                 | 1:6              | 1:4           | 3:2                 |                   |

## Relegation
| Datum             |                     | Ergebnis  |                     | Tore                                |
| ----------------- | ------------------- | --------- | ------------------- | ----------------------------------- |
| 15. November 2009 | FC Valga Warrior    | 0:1 (0:0) | Paide Linnameeskond | 0:1 Pebre (48.)                     |
| 21. November 2009 | Paide Linnameeskond | 1:1 (1:0) | FC Valga Warrior    | 1:0 Leetma (8.), 1:1 Danelson (75.) |
| Gesamt:           | FC Valga Warrior    | 1:2       | Paide Linnameeskond |                                     |

## Torschützenliste
| Pl. | Spieler               | Verein              | Tore |
| --- | --------------------- | ------------------- | ---- |
| 1   | Vitali Gussev         | FC Levadia Tallinn  | 26   |
| 2   | Felipe Nunes          | JK Nõmme Kalju      | 20   |
| 3   | Nikita Andreev        | FC Levadia Tallinn  | 17   |
| 4   | Jüri Jevdokimov       | JK Tulevik Viljandi | 14   |
| 5   | Alo Dupikov           | FC Flora Tallinn    | 13   |
| 5   | Vitali Leitan         | FC Levadia Tallinn  | 13   |
| 5   | Vjatšeslav Zahovaiko  | FC Flora Tallinn    | 13   |
| 5   | Aleksandr Tarassenkov | JK Trans Narva      | 13   |
| 5   | Aleksej Naumow        | JK Kalev Sillamäe   | 13   |
| 100 | Konstantin Nahk       | FC Levadia Tallinn  | 12   |